# Malév
Malév (IATA: MA, OACI: MAH, indicativo: Malév), acrónimo de Magyar Légiközlekedési Vállalat, «Compañía Húngara de Aviación», fue la aerolínea de bandera de Hungría. Tenía su base en el aeropuerto de Budapest y existió desde 1954 hasta 2012.

## Historia

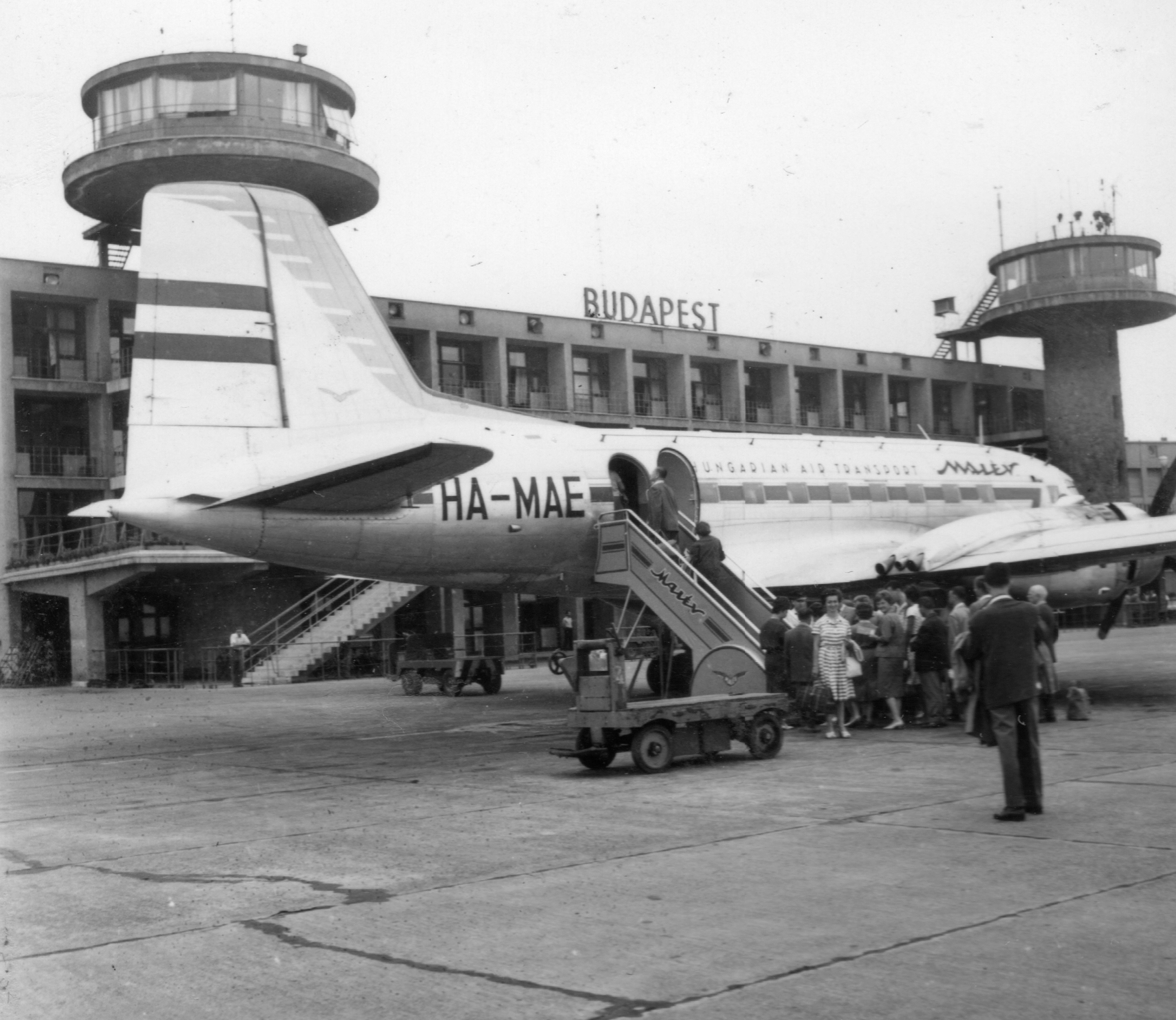
Ilyushin Il-14 de Malév en el aeropuerto de Budapest (1962).

Las primeras compañías húngaras de aviación civil fueron empresas como Aero Rt. (1910), Magyar Aeroforgalmi y Magyar Légiforgalmi (Malért, 1922-1944), esta última desaparecida en la Segunda Guerra Mundial. El 29 de marzo de 1946, el gobierno húngaro estableció la nueva aerolínea Maszovlet, siglas de «Compañía de Transporte Aéreo Húngaro-Soviético», en colaboración con la Unión Soviética. La reapertura del aeropuerto de Budapest en 1950 fue esencial para que la empresa tuviese base de operaciones, con una flota inicial de 15 aviones y 18 destinos limitados al territorio nacional y al bloque del este.
La República Popular de Hungría nacionalizó todos sus activos aéreos el 25 de noviembre de 1954 y los agrupó en la «Compañía de Aviación Húngara» (Magyar Légiközlekedési Vállalat, Malév). La flota de la nueva aerolínea bandera fue actualizada con aviones comerciales soviéticos Iliushin (Il-18) y Túpolev (Tu-134 y Tu-154), gracias a los cuales podía cumplir 33 rutas en 28 países, incluyendo nuevos destinos en Europa Occidental. En 1984, Malév ingresó en la Asociación Internacional de Transporte Aéreo (IATA).
Después del establecimiento de la democracia, Malév fue parcialmente privatizada en 1990; el estado mantuvo una participación mayoritaria del 51%, mientras que el 49% restante fue vendido a distintos inversores. La aerolínea Alitalia controló el 30% de la empresa desde 1992 hasta 1997, para después revendérselo al estado a través de un consorcio bancario. Desde entonces el gobierno estuvo buscando sin éxito una privatización total durante más de una década, al mismo tiempo que se producía la renovación de la flota: los Túpolev fueron reemplazados por modelos Boeing y Bombardier.
Malév se integró en la alianza Oneworld el 1 de abril de 2007.

### Desaparición

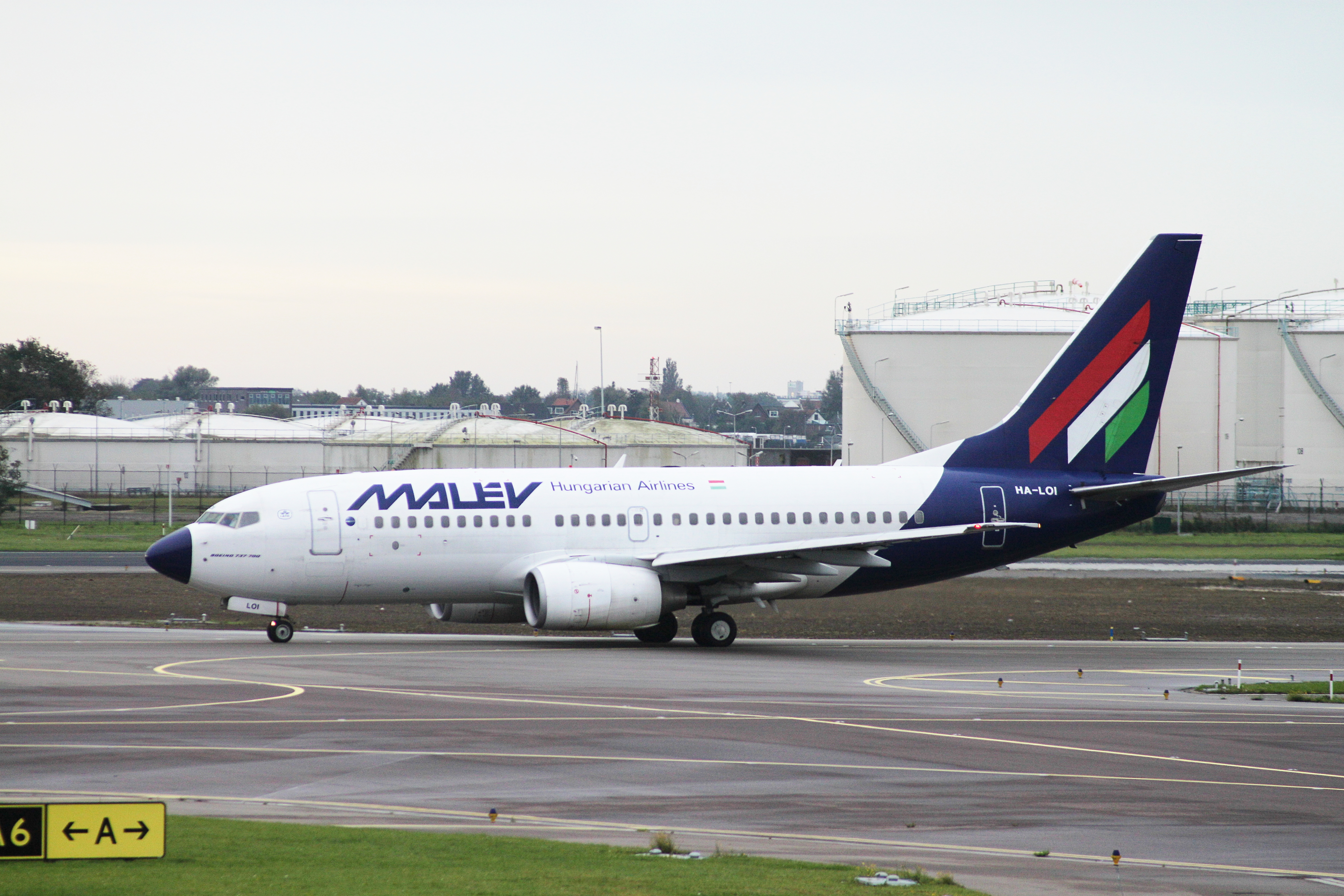
Boeing 737 de Malév en el aeropuerto de Ámsterdam-Schiphol.

En 2007 el estado vendió Malév al grupo aéreo AirBridge, controlado por el ruso Boris Abramovic (KrasAir), cuyos objetivos eran reducir la elevada deuda, estimada en 145 millones de euros, e incrementar los pasajeros. Sin embargo, eso no fue posible debido al estallido de la crisis financiera internacional y el alza de los precios del combustible, así como por la quiebra de KrasAir en 2008. La propiedad de Malév fue asumida por el banco VEB, y finalmente tuvo que ser renacionalizada en 2010 por el gobierno de Viktor Orbán, con la esperanza de venderla a otro grupo inversor. Durante todo ese tiempo Malév se benefició de ayudas estatales a través de aportaciones indirectas, subvenciones y exenciones fiscales, denunciadas por la emergente competencia de bajo coste.
La Comisión Europea dictaminó el 9 de enero de 2012 que las ayudas estatales recibidas por Malév entre 2007 y 2010 eran ilegales, obligándole a devolver más de 130 millones de euros. Esta sentencia, sumada a la crisis económica que entonces atravesaba el país, significó que el gobierno húngaro dejase de aportar dinero público para salvar la compañía. El 3 de febrero de 2012, Malév anunció su cese de operaciones con una deuda superior a los 200 millones de euros. La liquidación supuso el despido de 2600 empleados y afectó a más del 50% del tráfico aéreo del aeropuerto de Budapest.
Hungría no cuenta actualmente con una aerolínea bandera. La más grande del país es la compañía de bajo coste Wizz Air.

## Flota histórica
Malév operó las siguientes aeronaves en su historia:
| Aeronaves                  | Total | Introducido | Retirado                       | Matrículas |
| -------------------------- | ----- | ----------- | ------------------------------ | --- |
| Antonov An-2               | 2     | 1946        | c. 1950                        | HA-MDA y HA-YHF |
| Boeing 707C                | 2     | 1990        | 1990                           | N110BV y N107BV |
| Boeing 737-200             | 7     | 1988        | 2001                           | HA-LEA, HA-LEB, HA-LEH, HA-LEI, HA-LEM, HA-LEC y HA-LEK |
| Boeing 737-300             | 7     | 1991        | 2004                           | HA-LES, HA-LEX, HA-LED, HA-LET, HA-LEF, HA-LEG y HA-LEJ |
| Boeing 737-400             | 6     | 1994        | 2005                           | HA-LEY, HA-LEV, HA-LEU, HA-LEN, HA-LEO y HA-LEZ |
| Boeing 737-500             | 2     | 1998        | 2003                           | HA-LEP y HA-LER |
| Boeing 737-600             | 6     | 2003        | 2012                           | HA-LOD, HA-LOE, HA-LOG, HA-LOF, HA-LOJ y HA-LON |
| Boeing 737-700             | 7     | 2003        | 2012                           | HA-LOA, HA-LOB, HA-LOI, HA-LOL, HA-LOP, HA-LOR y HA-LOS |
| Boeing 737-800             | 5     | 2003        | 2012                           | HA-LOH, HA-LOK, HA-LOM, HA-LOU y HA-LOC |
| Boeing 767-200ER           | 2     | 1993        | 2009                           | HA-LHA y HA-LHB |
| Boeing 767-300ER           | 3     | 1992        | 2008                           | HA-LHC, HA-LHD y HA-LHC |
| Bombardier CRJ-100LR       | 1     | 2002        | 2002                           | HA-LNX |
| Bombardier CRJ-200ER       | 4     | 2002        | 2008                           | HA-LNA, HA-LNB, HA-LNC y HA-LND |
| British Aerospace 146      | 1     | 1988        | 1993                           | HA-TAB |
| De Havilland Canada Dash 8 | 4     | 2008        | 2012                           | HA-LQA, HA-LQB, HA-LQC y HA-LQD |
| Douglas DC-3/C-47          | 1     | 1956        | 1961 ver accidente (en inglés) | HA-TSA |
| Ilyushin Il-14             | 10    | 1957        | c. 1975                        | HA-MAK, HA-MAD, HA-MAE, HA-MAF, HA-MAH, HA-MAI, HA-MAA, HA-MAB, HA-MAC y HA-MAL |
| Ilyushin Il-18             | 8     | 1960        | 1988                           | HA-MOA, HA-MOB (rrg. HA-MOD), HA-MOC, HA-MOE, HA-MOF, HA-MOG, HA-MOH y HA-MOI |
| Ilyushin Il-62             | 1     | 1991        | 1991                           | HA-LIA |
| Fokker 70                  | 6     | 1995        | 2010                           | HA-LMD, HA-LMA, HA-LMB, HA-LMC, HA-LMF y HA-LME |
| Lisunov Li-2               | 25    | 1948        | 1964                           | HA-LIA, HA-LIB, HA-LIC, HA-LID, HA-LIE, HA-LIF, HA-LIG, HA-LIH, HA-LII, HA-LIK, HA-LIL, HA-LIY, HA-LIX, HA-LIT, HA-LIU, HA-LIW, HA-LIV, HA-LIP, HA-LIO, HA-LIM, HA-LIQ, HA-LIZ, HA-LIS, HA-LIR y HA-LIN |
| Túpolev Tu-134             | 14    | 1968        | 1998                           | HA-LBA, HA-LBC, HA-LBD, HA-LBE, HA-LBH, HA-LBF, HA-LBK, HA-LBI, HA-LBO, CCCP-65892, HA-LBP, HA-LBN, HA-LBR y HA-LBG                                                                                     |
| Túpolev Tu-154             | 18    | 1973        | 2001                           | HA-LCA, HA-LCB, HA-LCE, HA-LCL, HA-LCI, HA-LCK, HA-LCF, HA-LCG, HA-LCH, HA-LCM, HA-LCN, HA-LCO, HA-LCP, HA-LCR, HA-LCU, HA-LCT y HA-LCS                                                                 |
| Yakovlev Yak-40            | 4     | 1976        | c. 1995                        | HA-LJC, HA-LJA, HA-YLR y HA-LJB |